# Fratafern
Fratafern (grč. Φραταφέρνης; Phrataphernes) je bio satrap Partije i Hirkanije u službi Perzijskog Carstva. Vladao je u 4. stoljeću pr. Kr., odnosno u doba Darija III. Kodomana. Prilikom makedonske invazije Fratafern je 331. pr. Kr. okupio lokalnu satrapsku vojsku i priključio se Kodomanu neposredno uoči bitke kod Gaugamele. Nakon poraza pratio je perzijskog vladara na putu u Hirkaniju, no kada ga je ubio baktrijski satrap Bes, Fratafern se dobrovoljno predao Aleksandru Makedonskom. Makedonski vladar srdačno ga je primio i omogućio mu da nastavi vladati Hirkanijom, odnosno Partijom (povjesničar Arijan Frataferna naziva i „satrapom Partije“). Fratafern je 329. pr. Kr. opravdao povjerenje pomogavši Makedoncima da uguše pobunu arijskog satrapa Satibarzana. Kasnije je sudjelovao u Aleksandrovom pohodu na Indiju, a poslije povratka je ponovno preuzeo svoje satrapije. Od tamo je uz pomoć svog sina Farasmana opskrbljivao Aleksandrovu vojsku u Gedroziji namirnicama koje su nosile deve. Fratafern se više ne spominje sve do Aleksandrove smrti (323. pr. Kr.); poznato je kako je vladao kao satrap nakon prve makedonske podijele perzijskih pokrajina, no budući kako je Fratafernova satrapija nakon druge podjele (Ugovor u Triparadisu) pripala Filipu (satrapu Sogdijane), pretpostavlja se kako je Fratafern u međuvremenu umro.

## Poveznice
- Perzijsko Carstvo
- Hirkanija
- Darije III. Kodoman

## Vanjske poveznice
- Fratafern (Phrataphernes), AncientLibrary.com